# 마리넬라
마리넬라(Μαρινέλλα, 본명: 키리아키 파파도풀루 (Κυριακή Παπαδοπούλου), 1938년 5월 19일 ~ )는 그리스의 가수이다. 유로비전 송 콘테스트 1974에서 그리스 대표로 참가했다.